# Pagans
Le Pagans Motorcycle Club est un groupe de motards hors-la-loi formé par Lou Dobkins en 1959 dans le Maryland. Sean Keeney dit l'irlandais fut le premier président du chapitre de Maryland. À partir de 1965, le club évolua très vite, le club étant identifiable à leur veste en jeans bleu et leur Harley Davidson, il évolua très vite en club 1 %.
Les Pagans sont catégorisés comme gang hors-la-loi par le FBI. Ils sont connus pour leur grande rivalité avec les Hells Angels.

## Couleurs
Les couleurs des Pagans représente le dieu nordique du feu Surt, assis sur le soleil, avec une épée de flamme et le mot Pagans écrit en rouge blanc et bleu. Le symbole des Pagans inclut aussi :
- Tous les membres du club doivent porter les patchs ainsi que le patch du dieu Surt.
- Les membres fondateurs d'un chapitre doivent porter le numéro 13 en noir aux dos de leur veste.
- Les membres portent un kutte en jeans sans manche avec les patchs du club devant et derrière.
- Le #4 signifie « vie et meurt ».
- Le #5 signifie le SS allemand.
- Le #7 signifie « en mémoire de ».
- Le #9 est le chapitre auquel le biker est affilié.
- Les patchs nazis ou de suprématie blanche sont courants sur le devant des vestes.
- Les tatouages « ARGO » (Ar Go Fuck Yourself) ou « NUNYA » (Nun'Ya Fuckin' Business) sont souvent tatoués chez les membres du club.

## Membres
Récemment, le nombre de membres du club ont commencé à décliner, alors que leurs rivaux les Hells Angels continuent d'augmenter. Les Pagans ont environ 350 à 400 membres et 44 chapitres, principalement dans l'Est des États-Unis.

### Critères d'entrées
Les membres doivent être de type caucasien, avoir 21 ans et avoir une Triumph ou une Harley Davidson de plus de 900 cm3. Les membres rejoignent le club pour différentes raisons, souvent pour avoir une protection, ou alors par rejet de la société. Faire partie d'un club de motards permet aussi au biker d'atteindre des postes ou un travail qu'il n'aurait jamais pu atteindre tout seul.

## Activités criminelles
Les Pagans sont connus pour leur exploitation du trafic de drogues, tels que les amphétamines, la marijuana, l'héroïne et la cocaïne. Les Pagans ont aussi de nombreux liens avec le crime organisé, dans le New Jersey et la Pennsylvanie. La plupart des actions criminelles sont dirigées contre les autres clubs 1 %.